# Madonna Mazzanti
Madonna col Bambino (noto anche come Madonna Mazzanti) è un dipinto di Giovanni Badile, realizzato con la tecnica della pittura a tempera su tavola, conservato nel Museo di Castelvecchio a Verona.